# Kalwaria Zebrzydowska

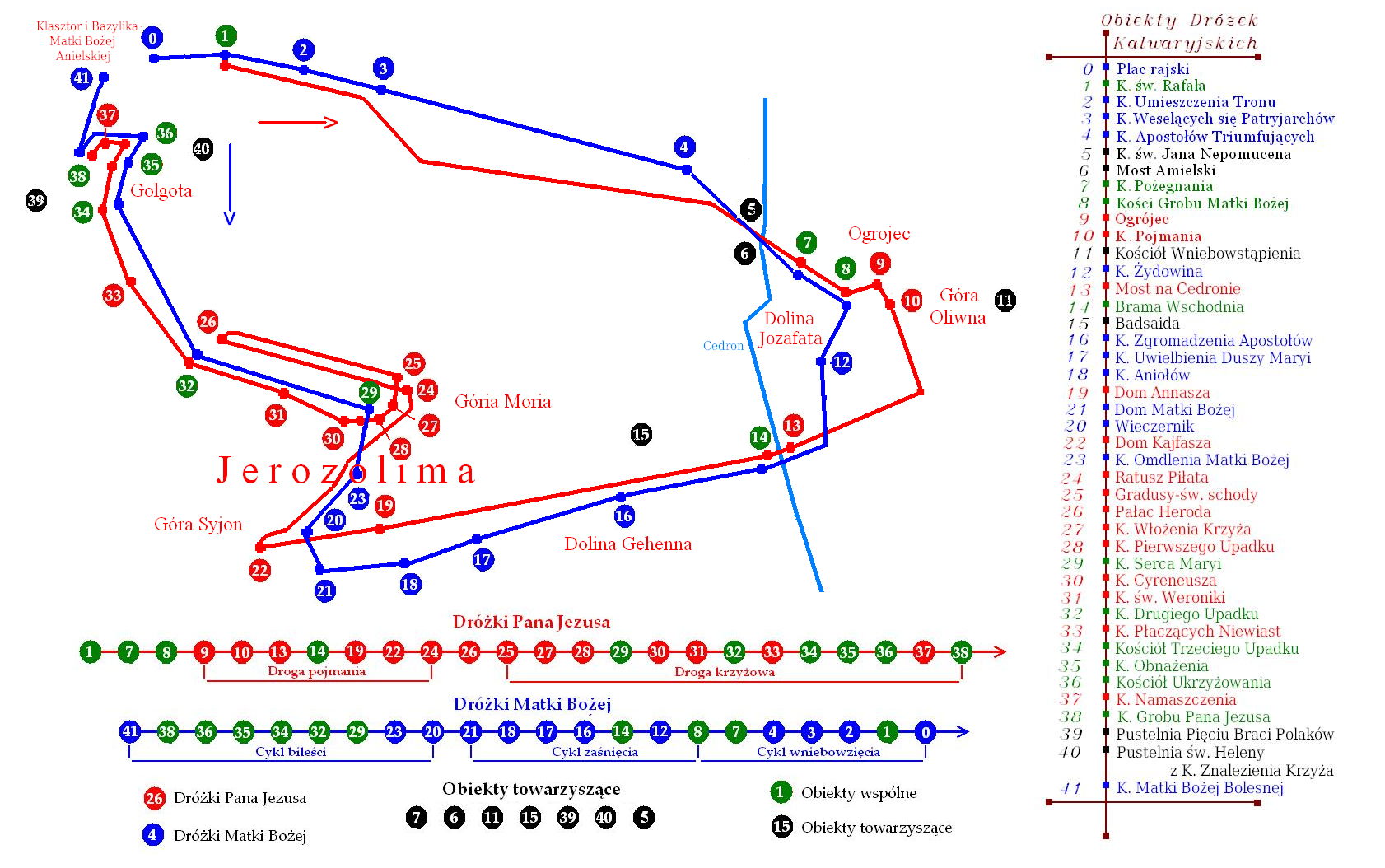
Circuitos en Kalwaria Zebrzydowska

Kalwaria Zebrzydowska es una pequeña localidad del sur de Polonia, fundada en la primera mitad XVII por el gobernador de Cracovia, Mikołaj Zebrzydowski. Es uno de los centros urbanos de la aglomeración de Cracovia, a unos 40 km al suroeste y 15 km al este de Wadowice. La ciudad tenía 4.600 habitantes en 2015.
Kalwaria Zebrzydowska es un centro de peregrinación de la Pasión y un santuario mariano, que en el año 1999, fue inscrito en la Unesco en la lista del Patrimonio de la Humanidad (complejo arquitectónico y paisajístico y lugar de peregrinación manierista del siglo XVII), siendo el único calvario en el mundo.
El santuario se compone de una basílica barroca dedicada a Nuestra Señora de los Ángeles, un convento de los Frailes Menores, y una serie de capillas, manieristas y barrocas distribuidas a lo largo de seis kilómetros y dedicadas a la Pasión de Jesús y a la vida de la Virgen.

Santuario de la Pasión Mariana en Kalwaria Zebrzydowska
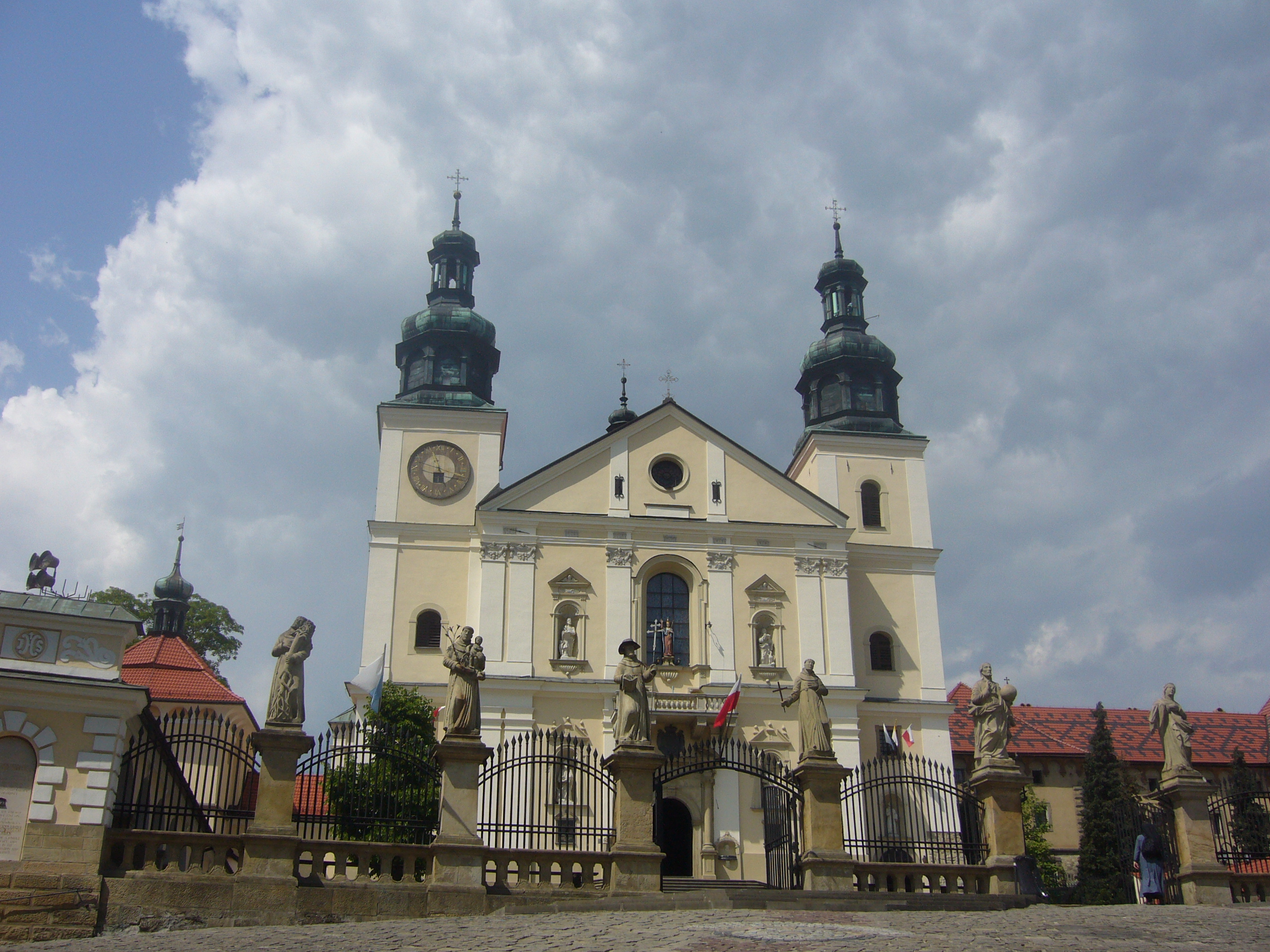
Vista general de la Basílica de Santa María
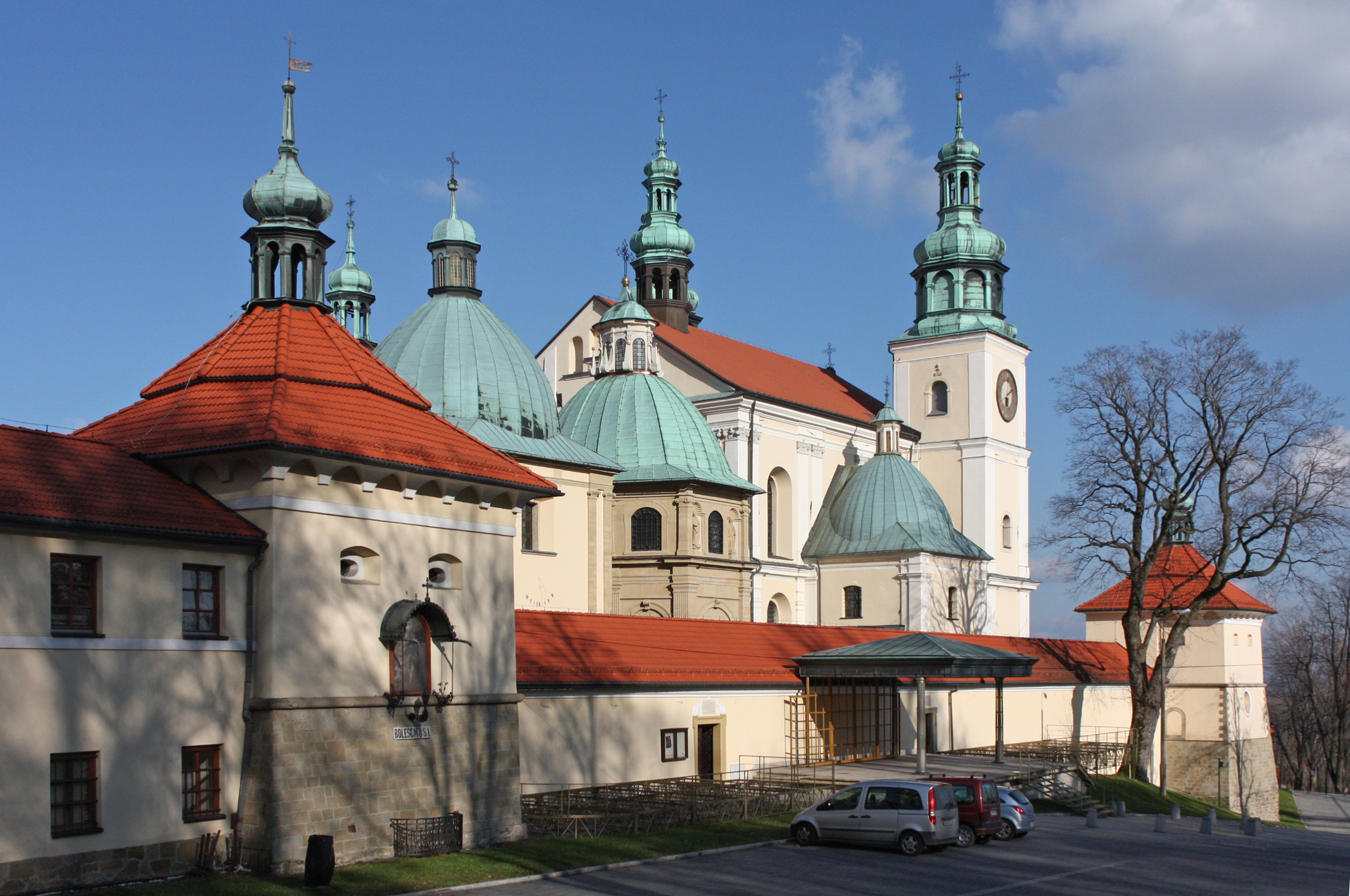
Basílica de Santa María
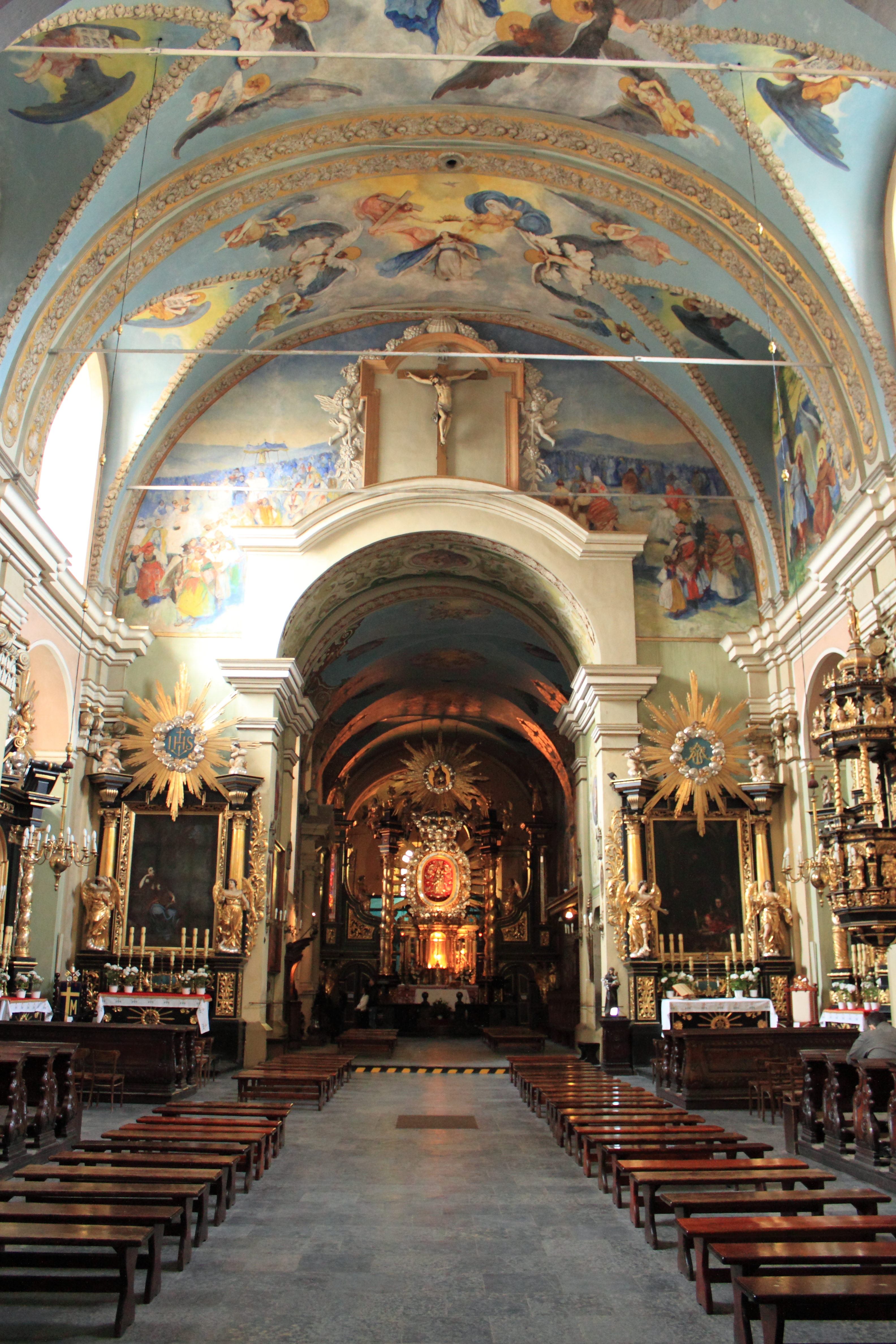
El interior de la basílica
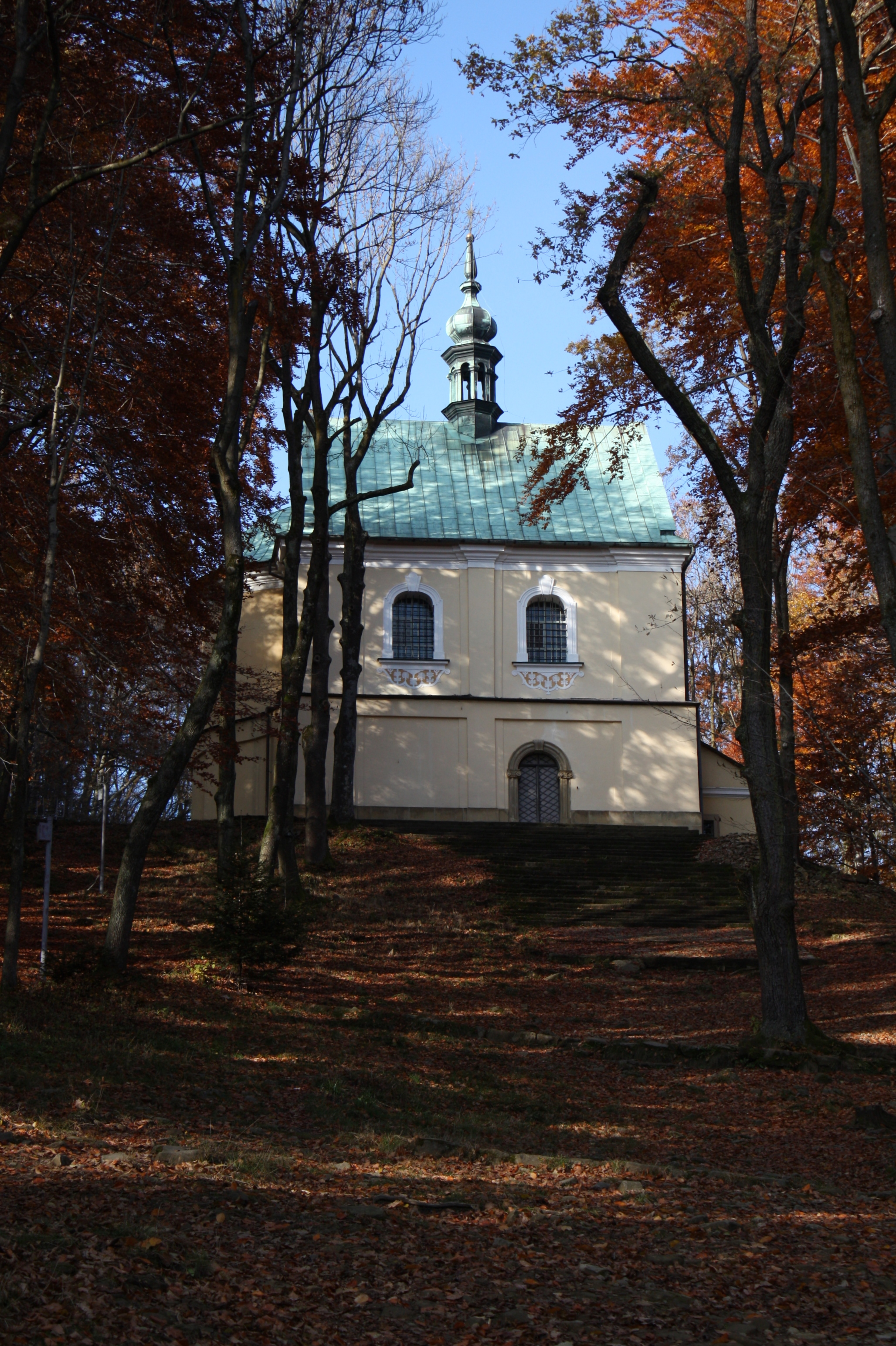
Capilla III de la caída de Jesús bajo la cruz
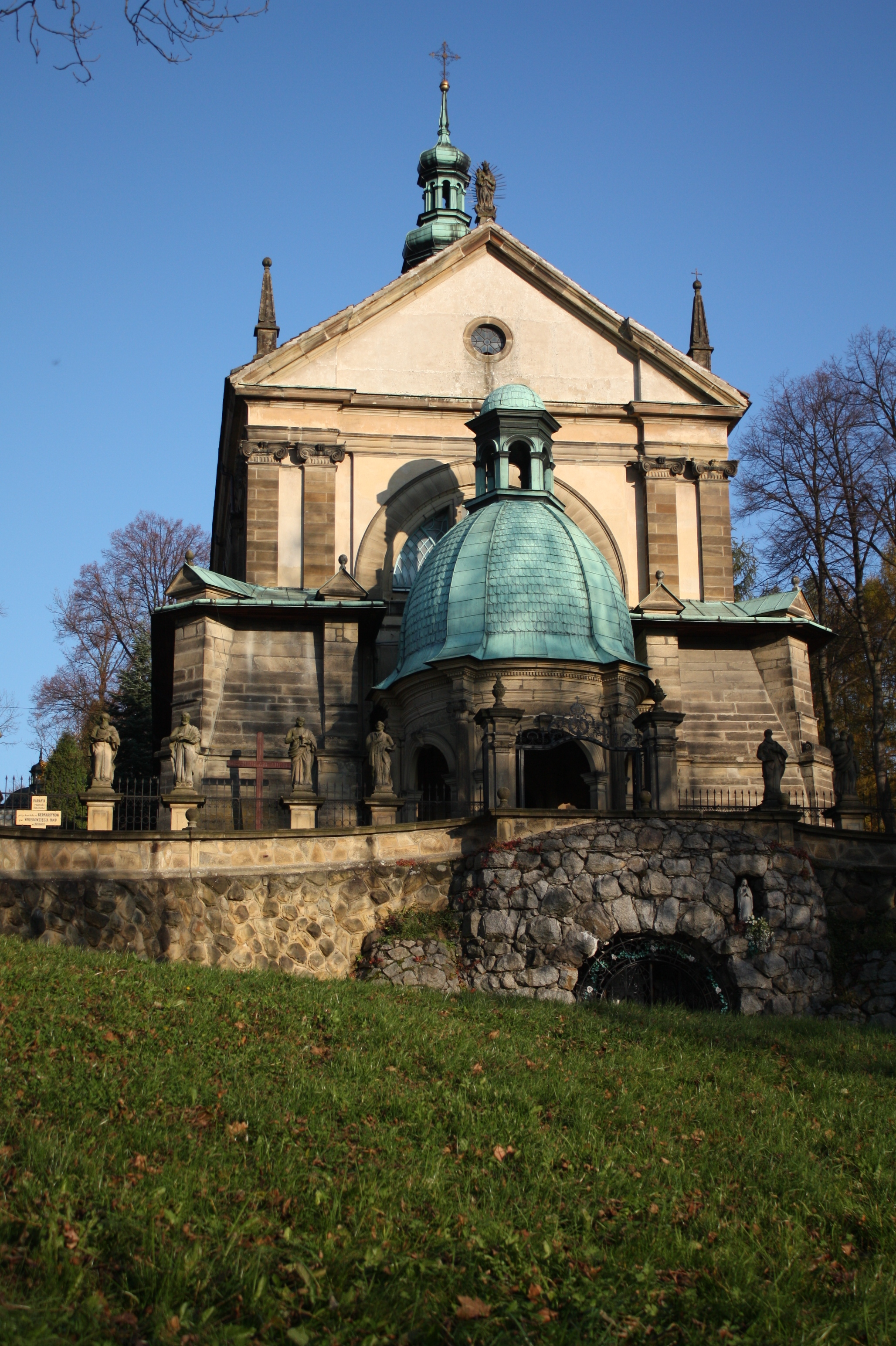
Iglesia de la Asunción
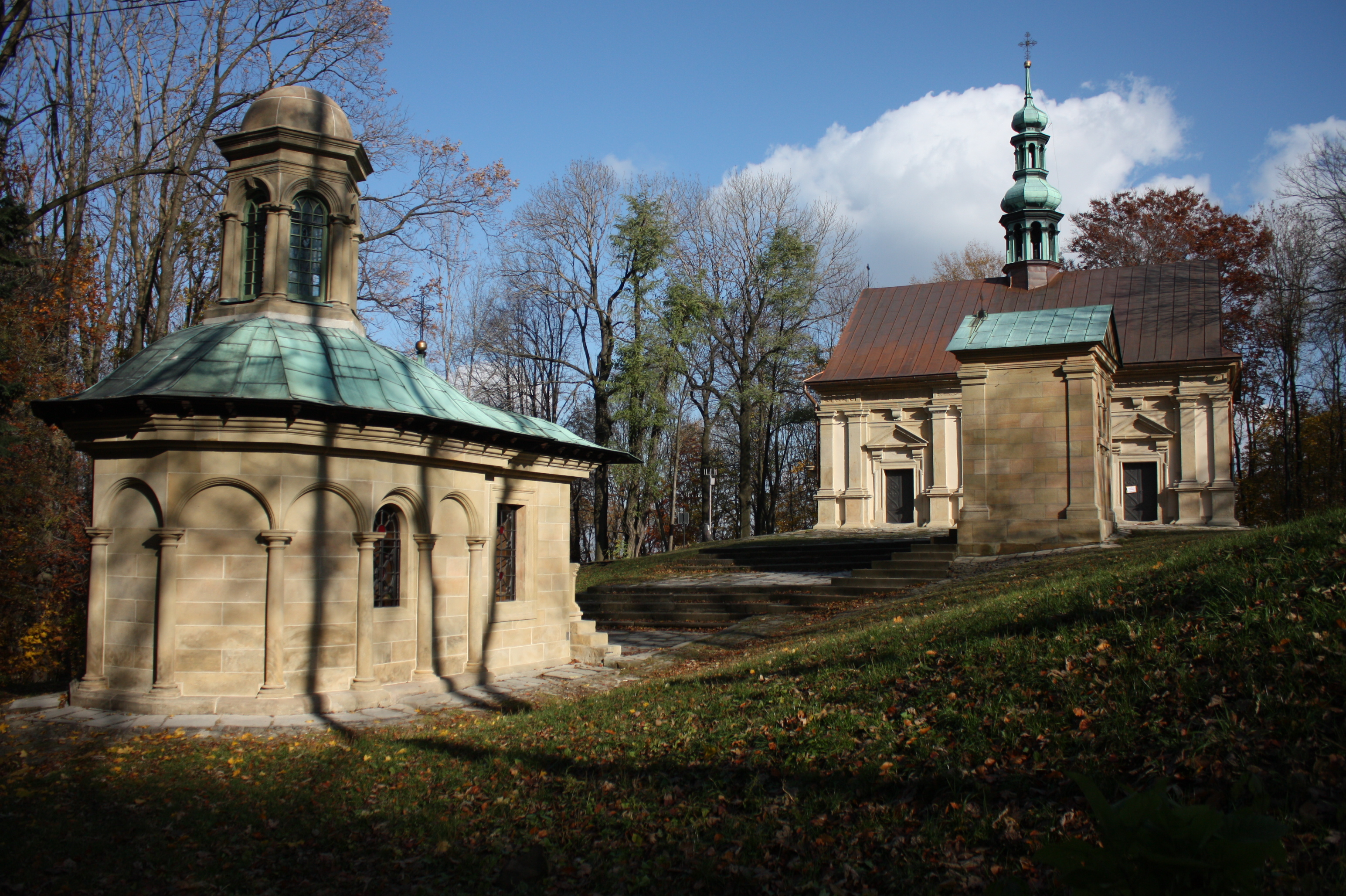
Capillas en el Monte Zar
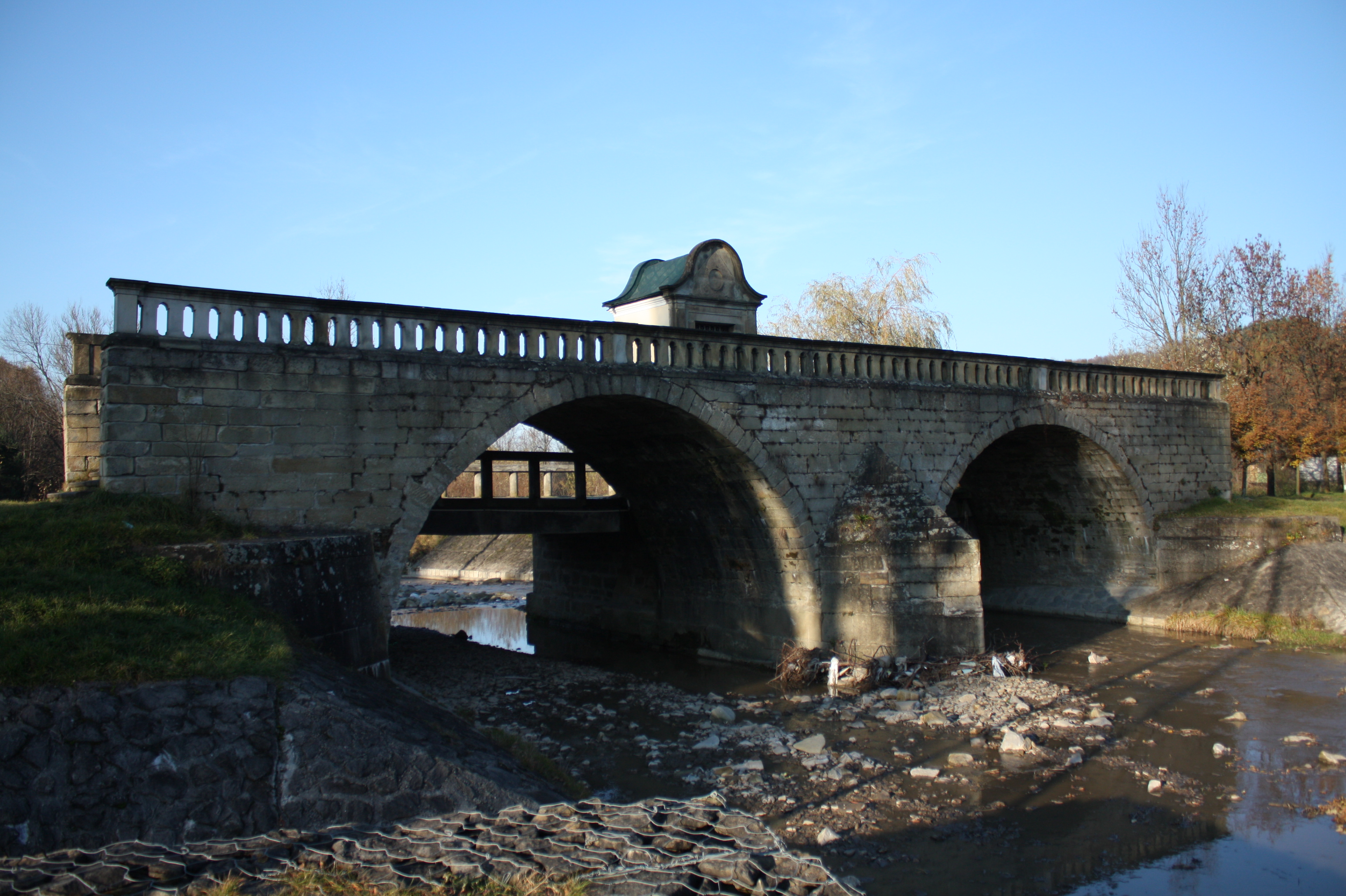
Un puente histórico sobre el Cedrón
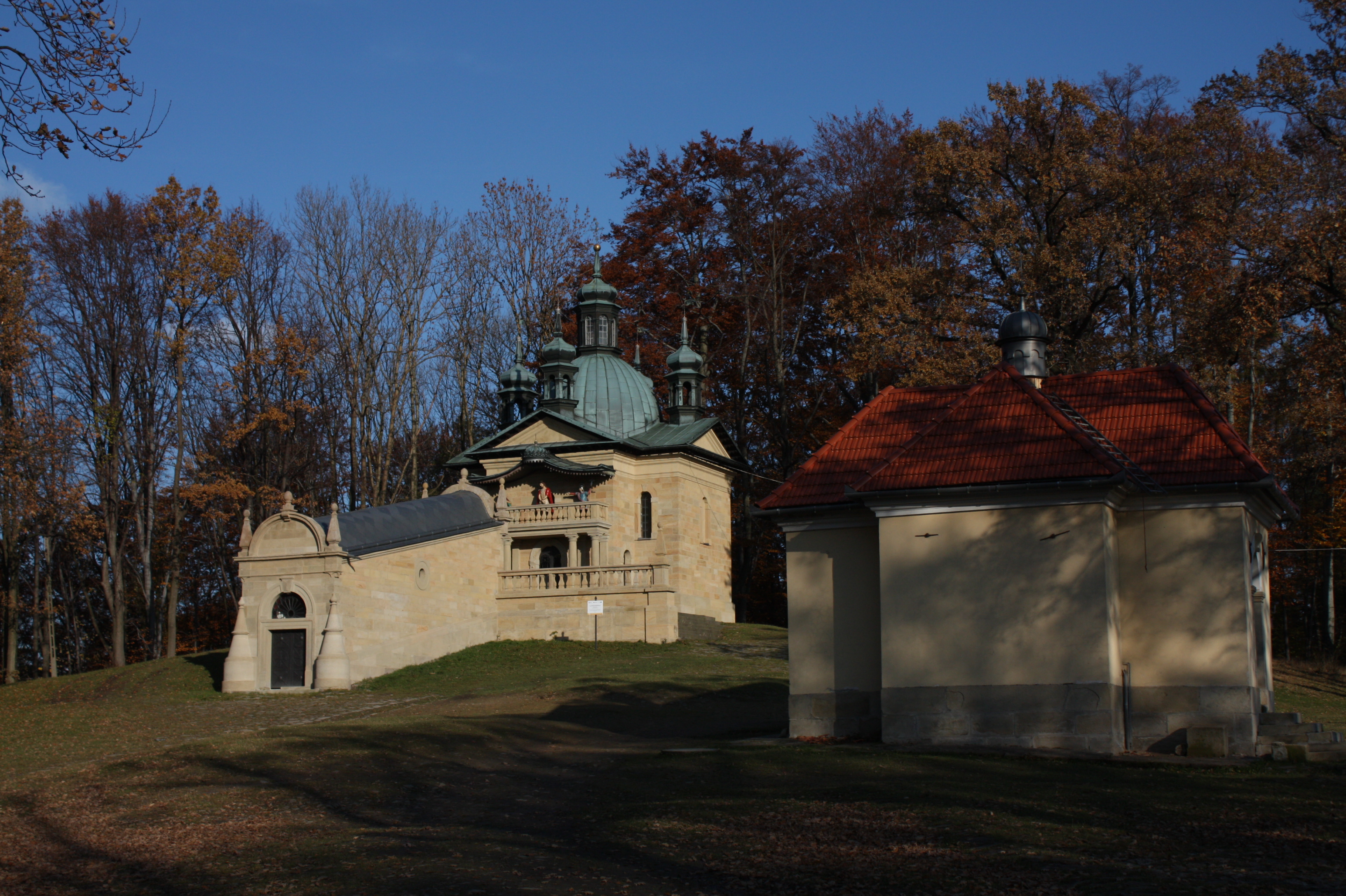
Capillas de Ecce Homo y de la Cruz de la Cruz
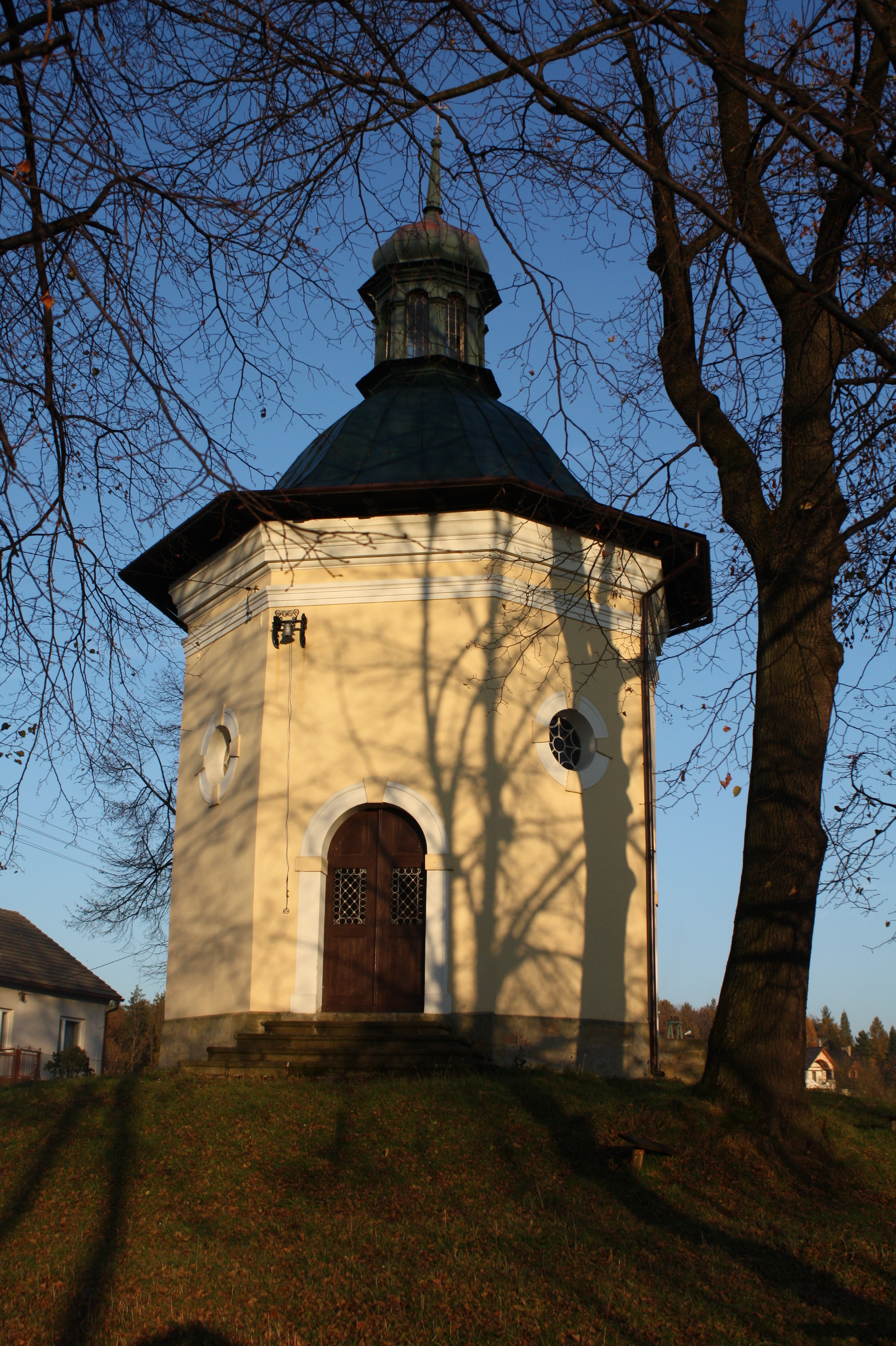
Capilla de la Ascensión